# Antifibrinolítico
Os fibrinolíticos ou trombolíticos são uma classe de fármacos utilizada para dissolver os trombos sanguíneos.

## Farmacologia
Os fibrinolíticos são fármacos que estimulam a conversão do plasminogénio inactivo presente no sangue, em plasmina activa. Esta é uma enzima que degrada a fibrina a proteína fibrilhar que forma o trombo.

## Efeitos
Dissolve os trombos, dificulta a coagulação.

### Efeitos adversos
- Hemorragias
- Novos AVCs hemorrágicos (raramente)
- Hipotensão (as plasminas estimulam a formação de bradicinina).

## Usos clínicos
- No enfarte do miocárdio agudo, para dissolver de emergência o trombo que oclui a artéria.
- No AVC, igualmente.
- Limpar veias trombosadas, por exemplo para uso em operações (bypass coronário com veia da perna).
- Embolia pulmonar trombótica.

## Fármacos da classe
- Estreptoquinase: produzida por bactérias do género Streptococcus
- Reteplase
- Alteplase
- Duteplase
- Tenecteplase